# Philippe Leclerc
Jacques-Philippe de Hauteclocque, alias Philippe Leclerc, född 22 november 1902 i Belloy-Saint-Léonard i Somme, Frankrike, död 28 november 1947 i Colomb-Bechar i dåvarande Franska Algeriet, var en fransk militärgeneral under andra världskriget. Han utsågs postumt 1952 till marskalk av Frankrike (maréchal de France).

## Biografi

### Uppväxt och utbildning

Vapenskölden för grevarna de Hautecloque.

Philippe Leclerc var son till greven Adrien de Hauteclocque (1864–1945) och Marie-Thérèse van der Cruisse de Waziers (1870–1956), och växte upp i en högadlig familj från den nordfranska provinsen Picardie. År 1922 påbörjade han studier vid den prestigefyllda militärakademin vid Saint-Cyr. Två år senare påbörjade han studier vid kavalleriskolan i Saumur. År 1925 började han vid generalstaben. Den 10 augusti 1925 gifte han sig med Thérèse de Gargan, som han kom att få fyra söner och två döttrar tillsammans med. Han blev instruktör vid skolan i Saint-Cyr år 1931. Under en ridövning föll han och bröt benet, vilket gjorde att han måste använda käpp under resten av sitt liv. Han utnämndes till kapten under tjänstgöring i Marocko och fick hederslegionen 1934.

### Andra världskrigets utbrott
När andra världskriget drabbade Frankrike i maj 1940 var Philippe Leclerc kapten vid staben vid belgiska gränsen. När tyskarna anföll togs han till fånga. Han övertygade dock det tyska befäl som infångat honom att han egentligen var frikallad och oduglig för värnplikt genom att visa honom ett recept från Marocko, där han ordinerats att inta kinin tre gånger per dag. Tack vare denna undanflykt släppte man honom och därifrån kunde han nå de franska linjerna igen genom att ta sig söderut på kanalen Canal de Crozat. När han återkommit till de allierade linjerna återupptog han kampen. Den 15 juni skadades han i huvudet i samband med striderna i Champagne. Tyska stridsvagnar öppnade eld mot det hus där han befann sig och taket störtade in. Skadorna påverkade dock inte Leclerc, som fortsatte strida tills han togs som krigsfånge på nytt.

### Till London och general de Gaulle

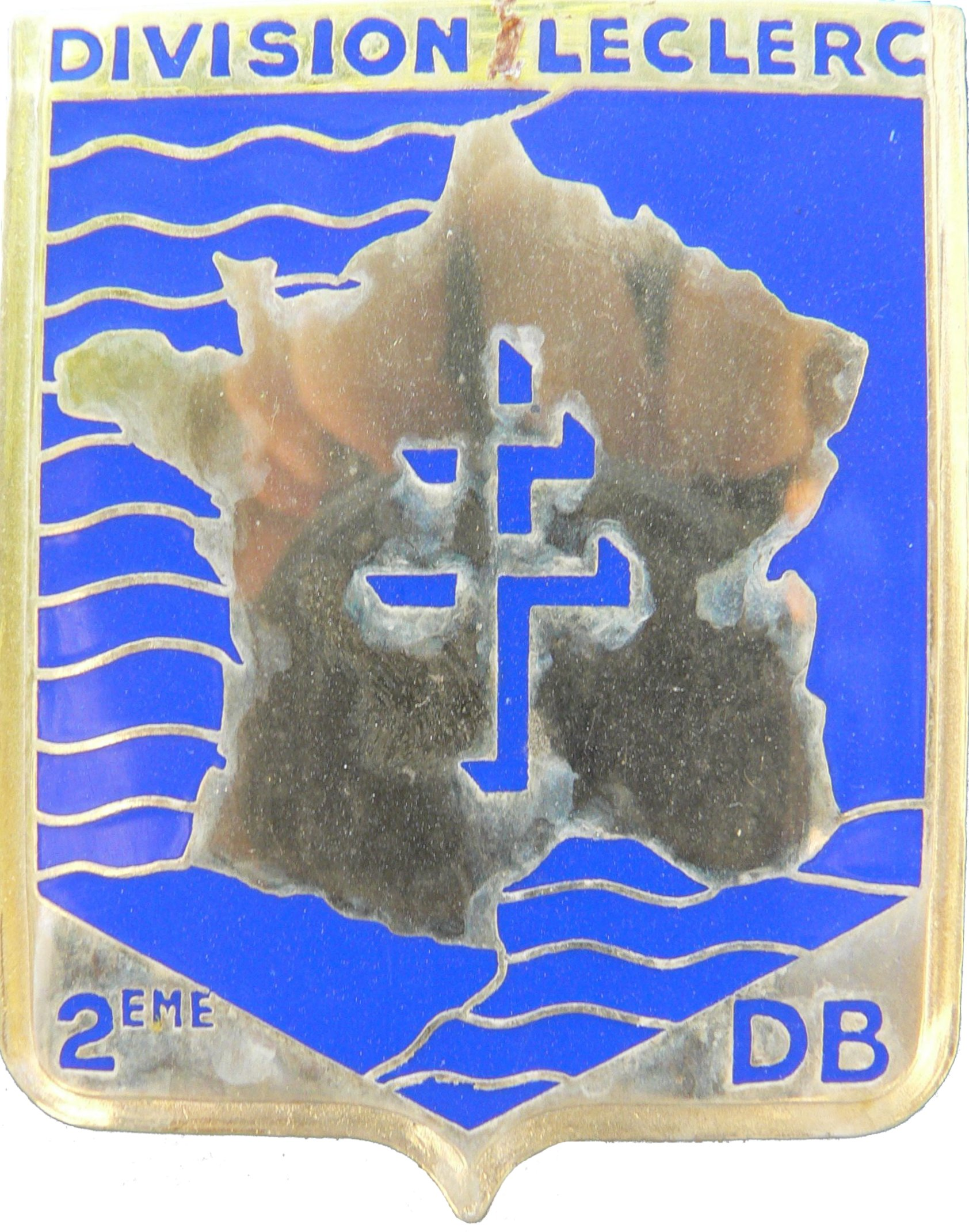
Vapensköld för "Division Leclerc".

Den 17 juni 1940 lyckades han fly ur krigsfångenskapen och bestämde sig för att fortsätta kampen. Han cyklade genom det av tyskarna ockuperade Frankrike och återförenades med sin hustru och sina sex barn på vägarna nära Libourne i Gironde. Han korsade Pyrenéerna nära Perpignan och tog sig från Spanien via Portugal till London. Han presenterades för general Charles de Gaulle den 25 juli 1940. För att undvika repressalier mot sin familj tog han pseudonymen "François Leclerc", eftersom efternamnet är mycket vanligt i Picardie.
Därefter blev han guvernör i Kamerun och utmärkte sig vid flera slag i Afrika. Från Kamerun organiserade han en styrka som han på tre veckor förde över 2500 km från Tchad till Tripoli, där han förenade sig med general Bernard Montgomerys trupper 1943. Efter Operation Overlord i juni 1944 ingick Division Leclerc (andra pansardivisionen eller ”Division Croix de Lorraine” efter det Lothringenkors som ingick i vapensköldens emblem) i general Pattons 3:e armé och utgjorde ibland spjutspetsen i de amerikanska attackerna. Leclerc begärde slutligen tillstånd att få lämna striderna i Normandie: ”Vill inte förlora en enda man till här och i stället befria Frankrikes huvudstad”.

### Befrielsen av Paris och Strasbourg

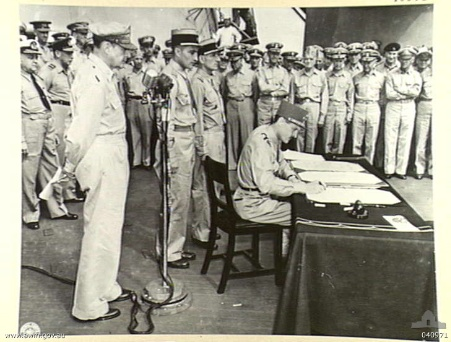
General Leclerc (sittande) undertecknar det japanska kapituationsdokumentet för Frankrikes räkning på. Vid mikrofonen står den femstjärniga generalen Douglas MacArthur.

General Leclerc marscherade in i Paris och den 25 augusti 1944 överlämnades staden till honom av den tyske militärguvernören general Dietrich von Choltitz vid Paris Montparnasse järnvägsstation. Staden hade då varit befriad i två dygn, nästan utan strid, och överlämnandet skedde i en märklig blandning av jubel och enstaka skottsalvor. Generalerna de Gaulle och Leclerc gick sedan sida vid sida nerför Champs-Élysées samtidigt som sporadiska sammandrabbningar fortfarande förekom i huvudstaden. 
Den 23 november befriade hans trupper Strasbourg. Leclercs franska soldater intog Kehlsteinhaus, Adolf Hitlers "örnnäste" i Berchtesgaden i Bayern, bara några dagar före vapenvilan den 8 maj 1945. Den 21 juni tog han avsked från sitt förband för att ansluta sig till den franska expeditionskåren i Franska Indokina, som ockuperats av Japan sedan 1940. Den 2 september 1945 representerade Leclerc Frankrike vid undertecknandet av den japanska kapitulationen ombord på slagskeppet USS Missouri i Tokyobukten. År 1945 ändrade han formellt sitt namn till Jacques-Philippe Leclerc de Hautecloque, och infogade därmed sin pseudonym i namnet.
Som ny befälhavare för expeditionskåren i Indokina inledde han med att knäcka en Vietminh-blockad runt Saigon och tog sig därefter genom Mekongdeltat upp i de höglänta delarna av Vietnam.

### Efter kriget
Han blev generalinspektör i Nordafrika 1946. Leclerc dog i en flygolycka under en sandstorm i Algeriet 1947. Nyheten om hans död kom som en chock för ett Frankrike som i honom såg Paris’ och Strasbourgs befriare. Efter en hyllningsceremoni i Notre Dame eskorterade hans gamla soldater kistan till Triumfbågen, där han hyllades av en enorm folkmassa. Han gravsattes i Invaliddomen. Han upphöjdes till marskalk av Frankrike postumt genom ett dekret den 23 augusti 1952.

## Arkebuseringarna i Bad Reichenhall
Den 7 maj 1945, dagen innan vapenstilleståndet, överlämnades tolv SS-soldater från 33. Waffen-Grenadier-Division der SS Charlemagne (französische Nr. 1) av franskt ursprung till Leclercs styrkor av amerikanska trupper vid Bad Reichenhall, nära Berchtesgaden. En ordväxling uppstod mellan Leclerc och fångarna och de togs därefter ut till en glänta, där de arkebuserades av en exekutionspluton ur Leclercs Tchad-regemente. Fortfarande diskuteras omständigheterna kring denna krigsförbrytelse. Enligt författaren Jean Mabire (i boken Mourir à Berlin från 1975) skall exekutionsordern ha givits av Leclerc själv, sedan en av fångarna svarat fräckt på frågan ”Skäms ni inte över att bära tyska uniformer?” med att generalen själv bar en amerikansk uniform. Det var korrekt att Leclerc bar en uniform med amerikanskt ursprung, men detta var helt enligt det franska reglementet.